# (14611) Elsaadawi
(14611) Elsaadawi est un astéroïde de la ceinture principale.

## Description
(14611) Elsaadawi est un astéroïde de la ceinture principale. Il fut découvert le 20 septembre 1998 à La Silla par Eric Walter Elst. Il présente une orbite caractérisée par un demi-grand axe de 2,58 UA, une excentricité de 0,15 et une inclinaison de 4,1° par rapport à l'écliptique.

## Compléments